# Lijst van staten in het Heilige Roomse Rijk (K)
Dit is een lijst van staten in het Heilige Roomse Rijk die beginnen met de letter K.
| Naam | Type                                                            | Kreits             | Bank | Ontstaan                              | Notities |
| --- | --------------------------------------------------------------- | ------------------ | ---- | ------------------------------------- | --- |
| Käfernburg (Kafernburg) | Graafschap                                                      |                    |      | 10de eeuw                             | 1195: Verdeeld in Schwarzburg en Schwarzburg-Käfernburg 1302: graven van Kafenburg sterven uit |
| Kaisheim (Kaisersheim) | Abdij Prins-abdij                                               | Swab               |      | 1133                                  | 1757: Keizerlijk domein erkend door Beieren 1793: Raad van Vorsten 1803: Aangesloten bij Beieren |
| Kall | Graafschap                                                      |                    |      | 1488: Verdeeld uit Manderscheid       | 1742: Aangesloten bij Blankenheim 1803: Aangesloten bij Frankrijk |
| Kammin | 1176: Bisdom 1628: Vorstendom                                   | Upp Sax            |      |                                       | 1274: Krijgt de stadsrechten van Lübeck 1556: Geseculariseerd bij Pomerania-Wolgast 1648: Bij Zweden 1679: Bij Brandenburg |
| Käppel (Kappel) | 1390?: Abdij                                                    |                    |      | 1803: Bij Nassau 1866: Bij Pruisen    | |
| Kastelberg | Heerlijkheid                                                    |                    |      |                                       | |
| Katzenelnbogen | 1095: Graafschap 1138: HRR graafschap Landgraafschap            |                    |      | 1090                                  | 1138: Eerste vermelding van de graven van Katzenelnbogen 1260: Verdeeld in opper en neder Katzenelnbogen 1402: Herenigd door het huwelijk van Anna van Neder Katzenelnbogen en Johan IV van Opper Katzenelnbogen 1453: Krijgt een deel van het graafschap Diez en de heerlijkheid Eppstein 1479: Lijn sterft uit; doorgegeven via vrouwelijke erfenis aan Hessen-Marburg |
| Kaufbeuren | Keizerlijke stad                                                | Swab               |      | c1250                                 | 1803: aangesloten bij Beieren |
| Kaufmanns-Saarbrücken | Vrije keizerlijke stad                                          |                    |      |                                       | Bij het Prinsbisdom Metz Bij Lotharingen 1661: Bij Frankrijk |
| Kaunitz HRR Vorst van Kaunitz, graaf van Rietberg & Oost Friesland, heer van Esens, Stadesdorf, Wittmund & Melrich                    |                                                                 |                    |      |                                       | 1848: Kaunitz-Rietberg lijn sterft uit |
| Kaysersberg (Kaisersberg) | Keizerlijke stad                                                | Upp Rhen           |      |                                       | 1648: Aangesloten bij Frankrijk |
| Kempten | c752: Abdij 1348/1360: Vorst-abt                                | Swab               | SW   | 1348                                  | 1793: Raad van vorsten 1803: Geseculariseerd en aangesloten bij Beieren |
| Kempten im Allgäu | 1289: Vrije keizerlijke stad                                    | Swab               | SW   | 1289                                  | 1803: Aangesloten bij Beieren |
| Kerpen |                                                                 |                    |      |                                       | Verworven door Schasberg |
| Kettershausen | Heerlijkheid                                                    |                    |      |                                       | 1803: Bij het vorstendom Babenhausen voor de familie Fugger |
| Khevenhüller-Metsch Khevenhuller-Metsch Vorst van Khevenhüller-Metsch, graaf van Hochosterwitz, baron van Landskron en Wernberg, etc. | 1763: HRR Vorst                                                 | n/a                | SW   | 1763                                  | 1396: Eerste vermelding 1519: Verdeeld in verschillende lijnen |
| keurvorstendom Keulen | vorstendom keurvorstendom                                       | Keur-Rijnse Kreits |      | 953 - 1803                            | 953: afgescheiden van aartsbisdom Keulen en hertogdom Lotharingen 13e eeuw:keurvorstendom 1512:Keur-Rijnse Kreits 1803:verdeeld onder de Cisrheniaanse republiek, het hertogdom Arenberg, Hessen-Darmstadt, Nassau-Usingen en Wied-Runkel |
| Kirchberg burggraaf van Kirchberg, graaf van Sayn en Wittgenstein, heer van Farnrode                                                  |                                                                 |                    | 1090 | 1799: Aangesloten bij Nassau-Weilburg | |
| Klettgau | c1200: Graafschap 1325 Landgraafschap                           | Swab               |      | 981; 1315; 1572                       | 1040: Aangesloten bij Habsburg 1282-1408: Bij de graven van Habsburg-Laufenburg 1408: Doorgegeven aan de graven van Sulz door huwelijk 1698: Aangesloten bij Stephanswald-Franconia |
| Klingenmünster | Rijksabdij                                                      |                    |      |                                       | |
| Klosters | Juridisch gebied                                                |                    |      |                                       | |
| Knyphausen | Heerlijkheid 1588: Keizerlijk baron 1658: Keizerlijk graafschap |                    |      |                                       | 17de eeuw: Deel van Friesland 1738: Bij Bentinck 1808: Bij het Koninkrijk Holland 1810: Bij Frankrijk 1813: Bij Oldenburg |
| Koblenz | Meierij van de Duitse Orde                                      |                    |      |                                       | 1512: Keur-Rijnse Kreits 1793: Raad van vorsten |
| Koevorden (Coevorden) | Heerlijkheid                                                    |                    |      |                                       | |
| Königsbronn | Keizerlijke abdij                                               |                    |      |                                       | |
| Königseck |                                                                 |                    |      |                                       | |
| Königsegg (Konigsegg) HRR graaf van Königsegg & Rothenfels, baron van Aulendorf & Stauffen, heer van Ebenweiler & Wald in Zwaben      | 1192:Heerlijkheid 1470:Baronie 1629: HRR graafschap             | Swab               |      | 1192                                  | 1622: verdeeld in Königsegg-Aulendorf en Königsegg-Rothenfels 1663:Herenigd met het uitsterven van Konigsegg-Rothenfels. |
| Königsegg-Aulendorf | 1622:Baronie 1629:Graafschap                                    |                    |      | 1622: Verdeeld uit Königsegg          | 1500: Aulendorf gaat bij de Zwabische Kreits 1806: Gemediatiseerd bij Wurttemberg |
| Königsegg-Rothenfels HRR graaf van Königsegg & Rothenfels, baron van Aulendorf & Stauffen                                             | Heerlijkheid 1629: Graafschap                                   |                    |      | 1622: Verdeeld uit Königsegg          | 1804: Aangesloten bij Oostenrijk |
| Königsfeld (Zwarte Woud) |                                                                 |                    |      |                                       | |
| Konstanz (Prinsbisdom van Konstanz)                                                                                                   | Bisdom 13de eeuw: Prinsbisdom                                   | Swab               | EC   | 911                                   | 1793: Raad van vorsten 1802: Verdeeld tussen Baden en Zwitserland 1803: Geseculariseerd en aangesloten bij Baden |
| Konstanz (Constance) | 1192: Vrije keizerlijke stad                                    |                    |      | 1192                                  | 780: Konstanz krijgt stadsrechten 1548: Ontdaan van haar privileges van vrije keizerlijke stad en aan Oostenrijk gegeven door keizer Karel V 1805: Aangesloten bij Baden. |
| Konzenberg | Heerlijkheid                                                    |                    |      |                                       | |
| Kornelimünster | Rijksabdij                                                      |                    |      |                                       | |
| Krautheim | Heerlijkheid 1804: HRR Vorstendom van Krautheim en Gerlachsheim |                    |      |                                       | Bij Salm-Reifferscheid |
| Kreuzlingen | Rijksabdij                                                      |                    |      |                                       | |
| Kriechingen (Criechingen) | HRR graafschap                                                  |                    |      |                                       | 1697: Lijn sterft uit Bij Wied-Runkel |
| Kronburg | Heerlijkheid                                                    |                    |      | 1460: Verdeeld uit Aichen             | 1540: Verdeeld in Osterberg, Schwabeck en Weissenstein |
| Kuefstein (Kufstein) |                                                                 |                    |      |                                       | 13de eeuw: eerste vermelding |
| Kuefstein-Greillenstein Graaf van Kuefstein, baron van Greillenstein, Hohenkraen, etc.                                                | 1709: HRR graaf                                                 | n/a                | FR   | 1709                                  | |
| Kulmbach | Heerlijkheid                                                    |                    |      |                                       | 1057-1234: Bij Andechs-Meran 1248: Naar de graven van Orlamunde 1340: Bij Hohenzollern burggraven van Nuremberg 1792: Bij Pruisen 1807: Franse bezetting 1810: Bij Beieren |
| Kyburg (Kiburg) | graafschap                                                      |                    |      | 11de eeuw                             | 1414: Aangesloten bij Zwitserland |

A · B · C · D · E · F · G · H · I · J · K · L · M · N · O · P · Q · R · S · T · U · V · W · Z

vrije keizerlijke steden · keizerlijke abdijen